# Valentinas Stundys
Valentinas Stundys (ur. 17 października 1960 w m. Limonys w rejonie szyrwinckim) – litewski polityk, nauczyciel i samorządowiec, od 1997 do 2008 mer rejonu malackiego.

## Życiorys
W 1982 ukończył studia w Wileńskim Instytucie Pedagogicznym. W latach 1982–1997 pracował jako nauczyciel języka litewskiego, najpierw w szkole średniej w miejscowości Videniškiai, następnie w gimnazjum w Malatach. Od 1990 pełnił jednocześnie funkcję zastępcy naczelnika rejonu i szefa rejonowego wydziału kultury i edukacji.
Na przełomie lat 80. i 90. działał w niepodległościowym Sąjūdisie. W 1990 wstąpił do Litewskiej Partii Chrześcijańskich Demokratów (od 2001 działającej pod nazwą Litewscy Chrześcijańscy Demokraci), stając na czele lokalnych władz tej formacji.
W pierwszych wyborach samorządowych w 1995 uzyskał mandat radnego lokalnej rady, z którego zrezygnował w związku z zajmowaną funkcją w administracji lokalnej. W 1997 kierowani przez niego chadecy osiągnęli w rejonie najlepszy wynik, a Valentinas Stundys został po raz pierwszy wybrany na urząd mera rejonu Malaty. Zarówno mandat radnego, jak i stanowisko mera utrzymywał po kolejnych zwycięskich dla jego ugrupowania wyborach lokalnych w 2000, 2003 i 2007.
W 2004 po odejściu z LKD Kazysa Bobelisa został wybrany na przewodniczącego znajdujących się w kryzysie i zagrożonych rozpadem Litewskich Chrześcijańskich Demokratów. Dążył do nawiązania bliskiej współpracy ze Związkiem Ojczyzny, na skutek czego w 2008 chadecy przyłączyli się do konserwatystów. Związek Ojczyzny uzupełnił swoją nazwę, a Valentinas Stundys został pierwszym wiceprzewodniczącym tego ugrupowania i liderem nowo utworzonej partyjnej frakcji.
W wyborach parlamentarnych w 2008 uzyskał mandat poselski w okręgu Malaty-Święciany, pokonując w II turze byłą premier Kazimierę Prunskienė. W Sejmie objął funkcję wiceprzewodniczącego frakcji TS-LKD oraz przewodniczącego Komisji Edukacji, Nauki i Kultury. W 2012 uzyskał poselską reelekcję. W 2019 i 2023 ponownie wybierany na radnego rejonu malackiego. Objął funkcję zastępcy mera.